# Germain Delavigne
Germain Delavigne (Giverny, 1 de febrero de 1790-Montmorency, 3 de noviembre de 1868) fue un dramaturgo y libretista francés.

## Biografía
Su padres eran Louis-Augustin-Anselme Delavigne, un agrimensor de los bosques franceses, y su mujer. Su hermano Casimir Delavigne también se dedicó al teatro.
Colaborador frecuente de Eugène Scribe, Delavigne participó en la creación de los libretos de dos de las primeras grand opéras: La muda de Portici (1828), de Daniel Auber, y Roberto el diablo (1831), de Giacomo Meyerbeer. También escribió el Carlos VI (1843) de Fromental Halévy junto con su hermano y La nonne sanglante (1854) de Charles Gounod.
Falleció en 1868, a los 78 años de edad.

### Citas
1. ↑  «Germain Delavigne (1790-1868)» (en francés). Biblioteca Nacional de Francia. Consultado el 29 de julio de 2018.